# Championnat de Belgique féminin de handball 1992-1993
Navigation
1991-1992 1993-1994
La saison 1992-1993 du championnat de Belgique féminin de handball est la 21e édition de la plus haute division belge de handball.

## Participants
| Club                   | Classement 1991-1992 | Matricule | Localisation         | Entraîneur   | Salle                   | Capacité |
| ---------------------- | -------------------- | --------- | -------------------- | ------------ | ----------------------- | -------- |
| Initia HC Hasselt      | 1er                  | ?         | Hasselt              | ?            | ?                       | ?        |
| Fémina Visé            | 2e                   | ?         | Visé                 | Ilona Venema | Hall Omnisports de Visé | 600      |
| DHC Meeuwen            | 3e                   | ?         | Meeuwen-Gruitrode    | ?            | ?                       | ?        |
| KV Sasja HC Hoboken    | 4e                   | ?         | Anvers               | ?            | ?                       | ?        |
| HV Arena Hechtel       | ?                    | ?         | Hechtel-Eksel        | ?            | ?                       | ?        |
| Sporting Neerpelt      | ?                    | ?         | Neerpelt             | ?            | ?                       | ?        |
| STHV Juventus Melveren | ?                    | ?         | Saint-Trond          | ?            | ?                       | ?        |
| DHC Overpelt           | ?                    | ?         | Overpelt             | ?            | ?                       | ?        |
| Kreasa HB Houthalen    | ?                    | ?         | Houthalen-Helchteren | ?            | ?                       | ?        |
| Sporta Evere           | ?                    | ?         | Evere                | ?            | ?                       | ?        |

## Compétition

### Saison régulière

#### Classement
|   | Équipe                 | Pts | J  | G | N | P | Bp | Bc | Diff |
| - | ---------------------- | --- | -- | - | - | - | -- | -- | ---- |
| 1 | Initia HC Hasselt      | ?   | 22 | ? | ? | ? | 0  | 0  |      |
| 2 | Fémina Visé            | ?   | 22 | ? | ? | ? | 0  | 0  |      |
| 3 | DHC Meeuwen            | ?   | 22 | ? | ? | ? | 0  | 0  |      |
| 4 | HV Arena Hechtel       | ?   | 22 | ? | ? | ? | 0  | 0  |      |
| ? | Apolloon Kortrijk      | ?   | 22 | ? | ? | ? | 0  | 0  |      |
| ? | DHC Overpelt           | ?   | 22 | ? | ? | ? | 0  | 0  |      |
| ? | Kreasa HB Houthalen    | ?   | 22 | ? | ? | ? | 0  | 0  |      |
| ? | DHC Overpelt           | ?   | 22 | ? | ? | ? | 0  | 0  |      |
| ? | KV Sasja HC Hoboken    | ?   | 22 | ? | ? | ? | 0  | 0  |      |
| ? | Sporting Neerpelt      | ?   | 22 | ? | ? | ? | 0  | 0  |      |
| ? | Sporta Evere           | ?   | 22 | ? | ? | ? | 0  | 0  |      |
| ? | ROC Flémalle           | ?   | 22 | ? | ? | ? | 0  | 0  |      |
| ? | DHC Overpelt           | ?   | 22 | ? | ? | ? | 0  | 0  |      |
| ? | STHV Juventus Melveren | ?   | 22 | ? | ? | ? | 0  | 0  |      |

|                 | Qualification pour les Play-Offs  |
|                 | Play-Downs                        |
| (T)             | Tenant du titre                   |
| en augmentation | Promu de 1992                     |
| (C)             | Vainqueur de la Coupe de Belgique |

#### Matchs
| Résultats (dom.\ext.)                                      | IHA | OVE   | AKO   | KVS   | STHV | SNE | MEE   | FVI  | AHE   | ROC  | KHO | EVE  |
| Initia HC Hasselt                                          |     | -     | 31-10 | -     | -    | -   | -     | -    | -     | 39-8 | -   | -    |
| DHC Overpelt                                               | -   |       | -     | -     | -    | -   | -     | -    | 14-13 | -    | -   | -    |
| Apolloon Kortrijk                                          | -   | -     |       | -     | -    | -   | -     | 6-31 | -     | -    | -   | -    |
| KV Sasja HC Hoboken                                        | -   | -     | -     |       | 7-11 | -   | -     | -    | -     | -    | -   | -    |
| STHV Juventus Melveren                                     | -   | -     | -     | -     |      | -   | -     | -    | -     | -    | -   | -    |
| Sporting Neerpelt                                          | -   | -     | -     | 10-11 | -    |     | -     | -    | -     | -    | -   | 18-8 |
| DHC Meeuwen                                                | -   | -     | -     | 15-16 | -    | -   |       | -    | 33-14 | -    | -   | -    |
| Fémina Visé                                                | -   | 22-16 | -     | -     | -    | -   | -     |      | -     | -    | -   | -    |
| HV Arena Hechtel                                           | -   | 21-6  | -     | -     | -    | -   | -     | -    |       | -    | -   | -    |
| ROC Flémalle                                               | -   | -     | 20-11 | -     | -    | -   | -     | -    | -     |      | -   | -    |
| Prijzenkl HE                                               | -   | -     | -     | -     | -    | -   | 13-18 | -    | -     | -    |     | -    |
| Sporta Evere                                               | -   | -     | -     | -     | -    | -   | -     | -    | 12-13 | -    | -   |      |
| - Victoire à domicile - Match nul - Victoire à l'extérieur |     |       |       |       |      |     |       |      |       |      |     |      |

### Play-offs

#### Matchs
| Résultats (dom.\ext.)                                      | IHA  | KVS   | FVI   | MEE   |
| Initia HC Hasselt                                          |      | -     | 31-10 | -     |
| HV Arena Hechtel                                           | 8-21 |       | -     | 13-24 |
| Fémina Visé                                                | -    | -     |       | 15-26 |
| DHC Meeuwen                                                | -    | 10-10 | -     |       |
| - Victoire à domicile - Match nul - Victoire à l'extérieur |      |       |       |       |

## Parcours en coupes d'Europe
| Club              | Compétition               | Tour d'entrée | Résultat            | Dernier adversaire |
| Initia HC Hasselt | Coupe des clubs champions | 1er tour      | éliminé au 1er tour | HV Swift Roermond  |
| Fémina Visé       | Coupe des coupes          | 1er tour      | éliminé au 1er tour | V&L Handbal Geleen |
| DHC Meeuwen       | Coupe IHF                 | 1er tour      | éliminé au 2e tour  | Vanyera Remudas    |

## Bilan de la saison
| Tableau d'honneur de la saison 1992-1993 |                                  |              |
| Compétition                              | Vainqueur                        | Commentaire  |
| Championnat de Belgique                  | Initia HC Hasselt                | 7e titre     |
| Coupe de Belgique                        | Initia HC Hasselt                | 9e titre     |
| Qualifications européennes               |                                  |              |
| Compétition                              | Qualifiés                        | Qualifiés    |
| Ligue des champions                      | Initia HC Hasselt                | Premier tour |
| Coupe des coupes                         | Apolloon Courtrai                | Premier tour |
| Coupe de l'EHF                           | DHC Meeuwen                      | Premier tour |
| Coupe des villes                         | Fémina Visé Handball             | Premier tour |
| Promotions et relégations                |                                  |              |
| Promu en Division 1 (D1)                 | DHC Overpelt Kreasa HB Houthalen | ?            |
| Relégation en Division 2 (D2)            | ?                                | ?            |